# Tojota AE86
AE86 generacija Tojote korole levin i Tojote sprinter trueno je mala, laka kupe ili hečbek verzija koju je Tojota prikazala javnosti 1983. godine kao deo pete generacije Tojote Korole. AE86 označava da se radi o modelu sa 1,600 kuibika i pogonom na zadnje točkove. U Tojotinom označavanju modela, "A" predstavlja motor koji se nalazi u automobilu (4A generacija motora), "E" predstavlja ime modela Korola, "8" predstavlja petu generaciju (E80 generacija) a "6" predstavlja varijaciju modela u generaciji.
Levin ima fiksne farove, a Trueno ima farove na uvlačenje, i mogli su se naći u kupe i hečbek verziji. AE86 (uz model slabijih specifikacija od 1,452 kubika AE85 i SR5 od 1,587 kubika) su imali pogon na zadnjim točkovima (nasuprot CE80, EE80 i AE82 modelima koji su imali pogon na prednjim točkovima), i jedni su od poslednjih modela sa pogonom na zadnjim točkovima, jer su tada skoro svi putnički automobili prelazili na pogon na prednje točkove. U 1987. godini, proizvodila se limitirana serija modela AE86, koja se zvala "Limitirana crna", koja je služila kao poslednja serija tog modela, jer je sledeća generacija AE92 imala pogon na prednjim točkovima.
U Japanu, AE86 je poznat kao Hači-roku (енгл. Hachi-roku), što na Japanskom jeziku znači "osam-šest". U Japanu, Sprinter Trueno se prodavao u Tojota Vista salonima, dok se se Korola Levin prodavala u Tojota Korola salonima. Reč "Trueno" na Španskom jeziku znači grom, a "Levin" na Srednjevekovnom Engleskom znači munja. AE86 nije jedini model koji je dobio nadimak, na primer, AE85 je poznat kao hači-go (енгл. Hachi-go).
AE86 je inspirisao nastanak Tojote 86 (poznata kao GT86, FT86 i Subaru BRZ).

## Motori/tehničke specifikacije
AE86 je bio u ponudi u Japanu i Evropi sa čevtvorocilindričnim motorom od 1,587 kubika sa ubrizgavanjem goriva, i nosi oznaku 4A-GE, koji se takođe koristio i u prvoj generaciji Tojote MR2 (AW11) i u restajling modelu Tojote Selike GT-R kao i u GT Karini (samo za Japansko tržište). Ovaj motor je imao maksimalnu snagu od 128 KS i 142 Nm obrtnog momenta. AE86 je imao manuelnu transmisiju sa pet stepeni prenosa, a imala je i opcija sa automatskom transmisijom. 4A-GE motori u AE86 i AW11 su bili opremljeni sa T-VIS sistemom (енгл. Toyota Variable Intake System). AE86 je kao opciju imao i LSD.
U Severnoj Americi, modifikovani 4A-GEC motor je korišćen kako bi ispunjavao emisione uslove o štetnim gasovima. Snaga motora je bila 112 KS, i 136 Nm obrtnog momenta.
AE86 je imao ventilirajuće disk kočnice. Automobil je koristio MekFirson nezavisno vešanje napred, a nazad četiri link osovine sa spiralnim oprugama. Stabilizatori su bili prisutni napred i nazad.
Modeli sa jačim specifikacijama poznatiji kao GT-S su imali DOHC 4A-GE motor, diskove na sva četiri točka, branike u boji automobila, lajsna branika je odavala sportski izgled, obloge vrata su bile oblikovane, redlajn na obrnometru je bio oko 7,500 obrtaja po minuti, obložen volan, opcioni LSD, aluminijumske felne, a broj šasije je AE88 (za Severnu Ameriku).
Model sa slabijim specifikacijama za Američko tržište je poznat kao SR5 i koristio je SOHC 4A-C motor od 1,597 kubika. Zadnji trap SR5 modela je bio bez LSD i imao je doboše umesto disk kočnica. SR5 model je takođe imao mekšu suspenziju, i manju promenu eksterijera i enterijera, kao što su sedišta, obloge vrata, branici koji nisu u boji automobila, lajsna prednjeg branika je kraća i ravnija, a broj šasije nije bio AE86 (za Američko tržište).
Modeli sa 4A-GE motorom su imali 6.7" diferencijal, dok su 4A-U, i 4A-C modeli imali manji, slabiji, 6.38" diferencijal. AE86 SR5 (sa 4A-C motorom) je imao kao opciju i automatsku transmisiju, dok su GT-S modeli (sa 4A-GE DOHC motorom) imali samo manuelnu petostepenu transmisiju.

## Tipovi modela
Levin i Trueno varijante su bile u opticaju kao kupe sa dvoje vrata, ili liftbek sa troje vrata. Levin i Trueno su bili skoro identični, jedine razlike su bili fiksirani farovi na Levinu, a takozvani pop-up farovi na Truenu. Male izmene su se dogodile 1986. godine, kao što su promena izgleda štop svetala, izmene na prednjem i zadnjem braniku, i promenjen je izgled rešetke hladnjaka. Modeli proizvedeni između 1983. i 1985. godine su nazvani "zenki" (јап. 前期) što znači raniji model, a modeli proizvedeni između 1986. i 1987. godine su nazvani "kouki" (јап. 後期) što znači kasniji model.

## Modeli/specifikacije
U Japanu, AE86 sa DOHC 4A-GEU motorom je bio u ponudi sa GT, GT-APEX i GTV opremom kao Korola Levin ili Sprinter Trueno. U Severnoj Americi, modeli sa najjačim specifikacijama i DOHC 4A-GEC motrom su prodavani kao Korola GT-S (sa AE86 brojem šasije, ali je ipak bio AE88 model), a model sa SOHC 4A-C motorom je prodavan kao Korola SR5 (sa AE86 brojem šasije). Obe verzije su prodavane sa pop-up farovima. Modeli za Evropsko tržište su prodavani kao Korola GT sa DOHC 4A-GE motorom i fiksnim farovima. Modeli prodavani na Srednjem Istoku su bili isti kao i osnovni modeli za Američko tržište, sa pop-up farovima.
Najlakši AE86 model je bio Japanski GT model sa dvoje vrata, koji je bio težak 910 kg. Izgleda isto kao i GTV model , ali enterijer je od AE85 modela, i nazad je imao doboše umesto disk kočnica.

### Specifikacije AE86 modela za Severnu Ameriku
Postojale su tri verzije Korole za Američko tržište: DX, SR5 i GT-S. DX je bio model sa lošijom opremom, i lošijim delovima suspenzije.
- Godine proizvodnje : Od 1983. do 1987. godine
- Modeli : DX, SR5 i GT-S
- Aerodinamički otpor : 0.39

#### DX i SR5 specifikacije
- Prvih 7 karaktera broja šasije :

JTA2AE85 (DX) ili JT2E86 (SR5)
- Broj šasije: AE86
- Snaga motora: 87 KS (64 kW) pri 4800 o/min i 115 Nm pri 2800 o/min
- Masa : od 998 kg do 1089 kg
- Motor : 4A-C, 1,587 kubika
- Tip motora : SOHC 8 ventila, četvorocilindrični
- Manuelna transmisija : T50
- Automatska transmisija : A42DL, četvorostepeni prenos
- Kompresija : 9:0:1
- Diferencijal : 6.38" otvoren sa 4.10:1 odnosom
- Felne/gume : 13x5" +33 mm felne na 185/70R13 gumama

#### GT-S specfifikacije
- Prvih 7 karaktera broja šasije : JT2AE88
- Broj šasije : AE86
- Snaga motora : 112 KS (84 kW) pri 6600 o/min i 132 Nm pri 4800 o/min
- Masa : od 998 kg do 1089 kg
- Motor : 4A-GE, 1,587 kubika
- Tip motora : DOHC 16 ventila, četvorocilindrični, sa multiport ubrizgavanjem goriva
- Manuelna transmisija : T50
- Veličina ubrizgavača goriva : 180 kubika, sa malim otporom
- Kompresija : 9:4:1
- Diferencijal : 6.7" otvoren ili opcioni LSD (samo u Americi) sa 4.30:1 odnosom
- Felne/gume : 14x5.5" +27 mm felne na 185/60R14 gumama (195/60R14 gume za modele proizvedene od 1986. godine)

## AE86 u motosportu
Dok se proizvodio, AE86 je bio popularan izbor za trke u Grupi A i Grupi N, pogotovo u reliju i na trkačkim stazama. Čak i nakon prestanka proizvodnje, mnogi su se trkali sa AE86, a čak je i danas popularan na trkačkim stazama. Delom je svemu tome zaslužen pogon na zadnjim točkovima, opcija koju nemaju mnogi današnji automobili. U Grupi A (1,600 kubika) bio je popularan 4A-GZE motor. U Groupi A, AE86 je dominirao u slabijoj kategoriji gde se trkao protiv Honde sivik ili kasnije svojih naslednika, AE92 i AE101 Korola. U Irskoj, gde je reli jedan od najpopularniji oblika trka, AE86 je bio popularan kao nov automobil, a čak se i sada koristi. AE86 se koristi kao reli auto i u Finskoj.
AE86 je učestvovao u Evropskom šampionatu putničkih vozila 1986. godine sa 4A-GEU motorom od 150 KS (112 kW). Trkao se protiv BMW M6, BMW 325i (E30), Rover Viteze, Volvo 240 Turbo, Merkur XR4Ti, Mazda 929, Holden Komodor (VK), Alfa Romeo 75 (turbo V6) ,i Mercedes 190E 2.3-16,i odneo pobedu sa 267 poena, što je čak više i od ponea koje je skupio BMW M6.
Kraft tim je sa Truenom učestvovao u JGTC sa 3S-GTE motorom koji se nalazio u SW20 MR-2 Turbo, i proizvodio je oko 300 KS (224 kW) za JGTC GT300 propise u 1998. godini. Iako je bio popularan, auto nije imao toliko uspeha i bio je zamenjen 2001. godine sa tada novom MR-S.
Pogon na zadnjim točkovima, u kombinaciji sa malom masom (izmedju 950 i 970 kg), balansom i relativno snažnim (i lakim za friziranje) 4A-GEU motorom je bio popularan u Japanu kod takozvanih haširija (енгл. Hashiriya), što na japanskom jeziku znači ulični trkač, za ulične trke, a mnogi su se trkali i u toge (eng. Touge) trkama, gde je bilo dosta krivina, što je bila prednost za AE86, a posebno se isticao u daunhil trkama (енгл. Downhill). edan od ljudi koji su vozili AE86 je i trkačka legenda Keiči Cučija poznat i kao Drift King. Keiči Cučija je pomogao u popularizaciji drifta kao sporta. AE86 sa zadnjom vučom je bio idealna za takvu vožnju, poznatu kao driftoanje, i AE86 se redovno pojavljuje na takvim događajima. Japanski drifteri Kacuhiro Ueo, Tošiki Jašioka, Joiči Imamura, Koiči Jamašita, Hiroši Takahaši, Tecuja Hibino i Vataru Hajaši su isto pomogli u popularizaciji AE86 modela u driftu.
AE86 je korišćen i kao reli auto od strane nekoliko reli vozača širom sveta.

## AE86 u kulturi
Glavni junak anime i mange Inišal D , Takumi Fudzivara, vozi očev AE86 Trueno Apex hečbek i dostavlja tofu sa njim. Takođe u Inišal D, Icuki Takeuči vozi AE85 Levina, za koji su mislili da je AE86, i Vataru Akijama vozi AE86 Korolu Levin sa turbopunjačem (kasnije sa superpunjačem). 
U nastavku serijala, Šindzi Inui vozi kupe verziju modela AE86 Trueno. Korola Levin AE86 je takođe bio prikazan u filmovima kao što su Paklene Ulice : Tokijo Drift i Paklene Ulice 4.
Popularnost Inišal D mange je razlog visoke cene AE86 modela danas.
Sprinter Trueno i Korola Levin se pojavljuju i u video igricama Gran Turizmoo i Forca Motorsport, Tokijio Ikstrim Rejcer, Grand Teft Auto 4 i Grand Teft Auto 5 poznat kao Karin Futo (modelovan na bazi Korole Levin). Modifikovana AE86 Trueno slična onoj iz Inišal D serijala se pojavljuje u Gran Turizmo igrici. AE86 GT-S za Američko tržište, kao najstariji i najslabiji model, se pojavljuje u Nid For Spid : Andergraund 2. Tojota AE86 se takođe pojavljuje i u Nid For Spid : Ran i može se koristiti u multiplejer događajima. Pojavljuje se i u Nid For Spid : Vrld, Nid For Spid : Pro Strit (2015) i Nid For Spid : Karbon. Takođe, i u Taito Betl Gir arkadi. U Betl Gir 3, ima kao modifikovana i standardna AE86. Tojota AE86 Trueno se može koristiti i u igrici Aseto Korsa.
AE86 se pojavljuje i u animi i mangi Šakotan Bugi i Vangan Midnajt koju poptisuje isti autor. U Vangan Midnajt Maksimum Tjun 4 video igri basiranoj na mangi, AE86 slična Takumijevoj je bila na 51. levelu karijere, vožena od strane "Feeling Team" člana. Takođe je jedan od automobila koje možete izabrati u sekciji Tojote. AE86 se takođe pojavljuje i u Maksimum Tjun 5.
Takumijeva AE86 je dostupna i u igri za telefeon Piksel Kar Rejser sa natpisom na strani koji glasi "Fudzivara tofu prodavnica". Ali (karbonska hauba i farovi su vraćeni u fabričke delove) u verziji v1.0.66, tako je da je postala standardna AE86 GT-S. Igrači i dalje mogu da naprave Takumijevu AE86 kupujući delove za 5 dijamanta, farbajući šasiju (uključujući i natpis), i farbajući farove i haubu u crnu boju, da bi izgledala kao Takumijeva AE86.

## Spoljašnje veze
- History Article on Corolla Levin (Japanese)
- History Article on Sprinter Trueno (Japanese)
- Club4AG Technical Reference — Technical Reference on the AE86
- AE86 Driving Club — Technical forum dedicated to AE86 owners
- AEU86 Technical Reference — Additional technical references on the AE86
- AE86 History, Build Grades, Model Differences & Racing History
- Hachiroku.com.au — Blog, Forum & Marketplace for AE86 Owners (Australian Based) Also known as 'HR'
- Toyota RWD Corolla History — Toyota RWD Corolla History
- "S-86.com"—S-86 — has many AE86 relevant technical articles
- "HachiRoku.net" Архивирано на веб-сајту  (29. август 2019)— AE86 related articles, guides, references and walk-throughs.
- Toyota Corolla History — Toyota Corolla History (see fifth generation)
- — Sport Compact Car's 1985 Toyota Corolla AE86 GT-S project
- — Initial-D characters, cars & teams
- Toyota Corolla AE86 3d model